# 2001年上海沪东造船厂龙门吊特大坍塌事故
2001年上海沪东造船厂龙门吊特大坍塌事故，是7月17日上午8点，在中华人民共和国上海市发生的一起重大工程伤亡事故，造成36人死亡，3人受伤，事故是由于沪东中华造船（集团）有限公司由上海电力建筑工程公司承担的600吨门式起重机（又叫龙门吊）在吊装过程中发生坍塌而引起的。
事故发生瞬间犹如地震，现场惨不忍睹，有的尸首分离、有的被压成几截、还有的被压成了肉泥。遇难者中还包括了9名同济大学机器人中心的相关专业高级专业技术人员，其中副教授1名、博士后2名、在职博士1名，令中国高校界感到震惊与悲痛。